# Jon Brant
Jon Brant (Chicago, 20 febbraio 1954) è un bassista statunitense.
È stato il bassista dei Cheap Trick tra il 1981 e il 1987. Subentrò a Pete Comita, e rimase in seno alla band fino a che Tom Petersson decise di tornare con i suoi ex compagni. Ha collaborato con numerosi artisti.

## Discografia

### Con i Cheap Trick

#### Album studio
- One on One (1982);
- Next Position Please (1983);
- Standing on the Edge (1985);
- The Doctor (1986).